# 离开拉斯维加斯
《离开拉斯维加斯》（英語：Leaving Las Vegas）是一部1995年的美国劇情电影，由麦克·菲格斯编剧并导演，改编自约翰·奥布莱恩的1990年同名半自傳小说《Leaving Las Vegas》，奧布萊恩在簽字賣了小說的電影版權後自殺身亡。尼古拉斯·凯奇和伊莉莎白·苏分别饰演男女主角。
由于仅有4百万美元的拍摄预算，《离开拉斯维加斯》是用16毫米胶卷进行拍摄的，麦克·菲格斯还亲自谱写了配乐。影片最终于1995年10月27日进行了小范围试映，获得大量好评并提名金球奖和奧斯卡后，于1996年2月9日开始进行全国上映发行。最终尼古拉斯·凯奇获得了第53届金球奖最佳电影男主角奖（正剧类）和第68届奧斯卡男主角奖，另外影片还获得了奧斯卡导演、女主角、原著改编3项提名。

## 剧情
失業、酗酒、離異、眾叛親離的好莱坞剧作家Ben Sanderson（尼古拉斯·凯奇）万念俱灰下將带不走的东西（包括和前妻的合照）一火焚之，带上余下的钱到内华达州的拉斯维加斯，醉生夢死至死方休。
到达拉斯维加斯后，Ben偶然结识逃家到賭城討生活的妓女Sera（伊莉莎白·苏），兩顆絕望的心开始了一段沒有未來而又迷茫心碎的关系，相愛愈深，末日愈近。

## 演员
- 尼古拉斯·凯奇 饰 Ben Sanderson
- 伊莉莎白·苏 饰 Sera
- 朱利安·山德斯 饰 Yuri Butsov
- 理查德·刘易斯 饰 Peter
- 瓦萊莉·高利諾 饰 Terri

## 制作

### 发展
麦克·菲格斯根据约翰·奥布莱恩1990年的自传体小说改编撰写了本片的剧本，但是约翰在得知自己的小说正在被拍为电影后不久，于1994年4月自杀。虽然剧本大多是基于约翰的小说改编的，但麦克仍然表示对小说有着很深刻的个人感情。“我所做的一切都是因为对这部小说（中的内容）深表同情。”并希望通过拍摄这种题材的电影，来表现出患有这种抑郁症的许多伟大艺术家那迷人而又感伤的一面。

### 演员
麦克·菲格斯鼓励几位主要演员对其扮演的角色进行较为广泛的研究，并且尽可能多地搜索第一手资料。他对《电影评论》说：“整个排练周期仅有约10天时间，而在影片正式开拍前，我们就进行了多次交谈，并且仔细地阅读（原著）小说。我鼓励他们（指尼古拉斯·凯奇和伊丽莎白·苏）分别对自己所要扮演的角色进行研究，并且他们自己也打算这么做，最终我们再聚到一起进行交流，不仅是与影片或台词相关的，我们会对任何可能面对的问题进行交流。”尼古拉斯·凯奇在都柏林狂饮两个星期，并由一位朋友录下他醉酒后的反应以便进行练习和表演，他还到医院中访问了多位长年酗酒而住院治疗的患者。他说，“这是我为出演一个角色所做过的最愉快的一次研究。”而伊丽莎白·苏则花时间访问了多位在拉斯维加斯谋生的妓女。

### 拍摄
由于预算紧张，麦克·菲格斯只能选择用16毫米胶卷来进行拍摄，并且最终还需要亲自谱写影片的配乐。他表示，“我们实在是没钱了，而且也绝不是有意为之，总不能就这么停拍吧。”他所面临的另一个问题是没能取得在一些街头进行拍摄的许可，这导致他在这些街头进行拍摄时还需要想方设法来避开警察。对此麦克认为（影片最终得以拍摄完成）应该归功于剧组人员的敬业精神和演员们的精彩表演。“我一直很讨厌那些对在大街上进行拍摄所走的常规步骤，你要暂停车辆通行，并且告诉演员说什么‘这里有车来往，所以你说话必须很大声’，然而实际上当你拍摄的时候根本不是这样，那里是很安静的，这感觉实在是很愚蠢，很不自然。要是真在旁边安排几辆卡车开过，那效果就好多了。”
影片先后在加利福尼亚州、内华达州以及加拿大等地进行了拍摄工作。

## 发行
《离开拉斯维加斯》于1995年10月27日开始小规模发行上映，受到评论家的大量好评并获得4项学院奖提名后，影片于1996年2月9日开始在全国范围内发行上映。联合艺术家公司在北美两国发行本片，而RCV电影发行公司和亚特兰大电影公司则在欧洲发行本片，另外21世纪电影公司还在澳大利亚发行了本片。

## 反响
《离开拉斯维加斯》得到了评论界的大量好评，Metacritic上评分达82分（满分100分）。而根据烂蕃茄网站上的45篇评论文章，影片的好评度更达89%。
《芝加哥太阳报》著名影评人罗杰·艾伯特给予影片高度评价，他写道，“他们（指片中的男女主角）是一个酒鬼和一个有着金子般的心的妓女，凯奇和苏将这个很容易落入俗套的角色塑造成了让人无法忘怀的人。”他还将本片选为1995年最优秀的电影，并将之列入自己最喜欢的90年代电影的第8位。
此外，影片在商业上也获得了成功，仅400万美元的预算最终获得了3202万9928美元的票房收入。

### 奖项
获奖：
- 奧斯卡最佳男主角奖：尼古拉斯·凯奇
- 金球奖最佳电影男主角奖（正剧类）：尼古拉斯·凯奇

提名：
- 奧斯卡最佳女主角奖：伊莉莎白·苏
- 奧斯卡最佳导演奖：麦克·菲格斯
- 奧斯卡最佳原著改编奖：麦克·菲格斯[13]
- 金球奖最佳导演奖：麦克·菲格斯
- 金球奖最佳影片奖（正剧类）
- 金球奖最佳电影女主角奖（正剧类）：伊莉莎白·苏
- 英国电影学院奖最佳男主角
- 英国电影学院奖最佳女主角
- 英国电影学院奖最佳改编剧本

## 家庭媒体发行
米高梅公司发行了本片的录像带和DVD，其中录像带于1996年11月12日发行，内有英语和俄语两条音轨；而只含有英语声道的DVD则于1998年1月1日在美国和加拿大发行，之后还发行了英语和澳大利亚的版本。与录像带相比，DVD中增加了一个隐藏页面的菜单功能，此外，影片也发行了蓝光光盘、HD DVD和激光影碟。